# József Csekonics
József Csekonics (1757-1824) est un capitaine de cavalerie et un zootechnicien hongrois, spécialisé dans la sélection de chevaux de guerre. Il est l'inventeur du principe d’élevage « in and in » qu'il décrit dans son ouvrage Praktische Grundsätze die Pferdezucht betreffend en 1817. Il prouve avec la création du Nonius à Mezőhegyes qu’une race chevaline puissante et solide ne peut être obtenue que par une bonne sélection de reproducteurs, puis il épaule l'empereur Joseph II d'Autriche dans la mise en place d'un haras destiné à produire des chevaux de guerre pour remonter les hussards.

## Œuvres
- (de) Praktische Grundsätze die Pferdezucht betreffend, Pesth, 1817